# Els Estats Units en color
Els Estats Units en color (originalment en anglès, America in Color) és una sèrie documental històrica produïda al Regne Unit i als Estats Units i emesa per la televisió estatunidenca Smithsonian Channel a partir del 2017.
La sèrie està feta a partir de pel·lícules en blanc i negre, documentals i pel·lícules d'aficionats que s'han fet acolorit amb tècniques de coloració d'última generació. Les pel·lícules van ser tractades per l'estudi Composite Films.
Els cinc episodis de la primera temporada segueixen la història de les cinc dècades dels Estats Units des del 1920 fins al 1970 en ordre cronològic. Els episodis de la segona i la tercera temporada tracten temes en concret, començant pel crim organitzat i presentant la vida dels pobles americans.
El 4 de març de 2019 es va estrenar el doblatge en català de la segona temporada al Canal 33.

## Llista d'episodis

### Primera temporada
| Núm. total | Núm. de la temporada | Títol       | Data d'emissió original |
| ---------- | -------------------- | ----------- | ----------------------- |
| 1          | 1                    | «The 1920s» | 2 de juliol de 2017     |
| 2          | 2                    | «The 1930s» | 9 de juliol de 2017     |
| 3          | 3                    | «The 1940s» | 16 de juliol de 2017    |
| 4          | 4                    | «The 1950s» | 23 de juliol de 2017    |
| 5          | 5                    | «The 1960s» | 30 de juliol de 2017    |

### Segona temporada
| Núm. total | Núm. de la temporada | Títol                          | Data d'emissió original |
| --- | -------------------- | ------------------------------ | ----------------------- |
| 6 | 1                    | «El salvatge Oest»             | 18 de novembre de 2018  |
| Al començament del segle XX l'Oest continua sent un territori salvatge. Molts han intentat domesticar-lo i els seus esforços s'han convertit en mites i llegendes: tiroteigs a l'OK Corral i guerres amb els indis. En les següents sis dècades l'Oest trenca aquest motlle i esdevé una regió dinàmica, una potència econòmica i política que impulsa canvis als Estats Units i al món sencer. |                      |                                |                         |
| 7 | 2                    | «Els titans de la indústria»   | 25 de novembre de 2018  |
| A la primera meitat del segle xx, els Estats Units són líders mundials en innovació industrial. El país està immers en una revolució tecnològica que canviarà la vida dels nord-americans per sempre. Tres poderosos empresaris i amics seran determinants en aquesta transformació: Henry Ford, el magnat de l'automoció; Thomas Edison, impulsor de l'electrificació del país, i Harvey Firestone, l'inventor dels pneumàtics de cautxú. Els tres titans generaran riquesa i patiran els alts i baixos de l'economia nord-americana al llarg de la història. |                      |                                |                         |
| 8 | 3                    | «El crim organitzat»           | 2 de desembre de 2018   |
| Entre el 1919 i el 1963, els delinqüents van aixecar un immens imperi als Estats Units, aprofitant les grans oportunitats que hi havia per fer diners. Primer amb l'adulteració dels resultats de les Sèries Mundials de beisbol i, després, amb el contraban d'alcohol durant la llei seca, un grup de poderosos personatges converteix la delinqüència en un negoci organitzat que corromp la classe política i s'estén per tot el país. Amb imatges inèdites d'arxiu i pel·lícules domèstiques de l'època, aquesta història es pot veure en color per primera vegada. |                      |                                |                         |
| 9 | 4                    | «Temps de lleure»              | 9 de desembre de 2018   |
| A començaments del segle xx, el lleure i l'entreteniment transformen la vida dels nord-americans. La societat, que té més diners per gastar, omple el temps lliure amb activitats i esports de tota mena. Les noves generacions hi veuen una oportunitat de trencar barreres, tant socials com racials. Durant els anys de la Gran Depressió i la guerra, l'esport i les activitats del lleure ajuden els nord-americans a superar els mals moments i s'acaben convertint en elements definitoris de la seva manera de ser. |                      |                                |                         |
| 10 | 5                    | «La reialesa nord-americana»   | 16 de desembre de 2018  |
| La fascinació que senten els nord-americans pels rics i famosos va començar a principis del segle XX amb l'aparició de les primeres pel·lícules i noticiaris. El magnat del petroli Rockefeller va saber aprofitar la força de les imatges per transformar radicalment la seva imatge d'empresari sense escrúpols a la de filantrop. En èpoques dures com la de la gran Depressió posterior al crac del 29, els nord-americans veien com hi havia dinasties que s'escapaven de la crisi. Una nova classe política sorgia gràcies a l'impuls de la televisió. Famílies com els Kennedy i els Vanderbilt es convertien en la versió nord-americana de la reialesa europea.                                        |                      |                                |                         |
| 11 | 6                    | «L'època daurada de Hollywood» | 23 de desembre de 2018  |
| A partir d'uns orígens humils, Hollywood s'acaba convertint en la gran indústria mundial del glamur, els diners i la fama. Els magnats dels estudis cinematogràfics controlen el negoci des de la producció fins a la distribució de pel·lícules, i la fama de les estrelles de Hollywood traspassa fronteres. A mesura que el poder i la influència de Hollywood creix, també ho fan les crítiques i la polèmica. S'alcen veus que acusen el sector del cinema d'immoral. Durant la Guerra Freda, la campanya per desemmascarar comunistes tocarà de ple Hollywood, i el seu monopoli sobre l'entreteniment s'acabarà amb l'arribada de la televisió. Però la meca del cinema sabrà adaptar-se als nous temps. |                      |                                |                         |

### Tercera temporada
| Núm. total | Núm. de la temporada | Títol                   | Data d'emissió original |
| ---------- | -------------------- | ----------------------- | ----------------------- |
| 12         | 1                    | «Coming to America»     | 16 de novembre de 2019  |
| 13         | 2                    | «Alaska»                | 23 de novembre de 2019  |
| 14         | 3                    | «Disasters»             | 30 de novembre de 2019  |
| 15         | 4                    | «Made in the USA»       | 7 de desembre de 2019   |
| 16         | 5                    | «Crimes of the Century» | 14 de desembre de 2019  |
| 17         | 6                    | «Small Town Life»       | 21 de desembre de 2019  |